# La Gavia
La Gavia är en ort i Mexiko.   Den ligger i kommunen El Mante och delstaten Tamaulipas, i den centrala delen av landet, 300 km norr om huvudstaden Mexico City. La Gavia ligger 106 meter över havet och antalet invånare är 150.
Terrängen runt La Gavia är platt åt nordost, men åt sydväst är den kuperad. Runt La Gavia är det ganska glesbefolkat, med 43 invånare per kvadratkilometer. Närmaste större samhälle är Antiguo Morelos, 15,8 km väster om La Gavia. Trakten runt La Gavia består till största delen av jordbruksmark.